# 根曳峠
根曳峠（ねびきとうげ）、は高知県の香美市土佐山田町と南国市の間にある峠。

## 概要
標高395m。紀伊水道に注ぐ吉野川水系と土佐湾に注ぐ国分川水系の分水界であり、この峠を境に気候が変わる。(冬季にはこの峠より山側で積雪が見られる)

## 歴史
名称の由来は南北に長くひいた尾根から来ており、曲がりくねった急な坂道が60kmにもわたり続く。かつては、荷車を引くために峠の下に前引き犬といわれる貸犬が10数頭いて、行商の峠越えの助けをしていたといわれる。1894年（明治27年）には現在の国道32号の原形がほぼできたが、上り坂の勾配は人力車の登坂テストで決めたとの記録がある。